# Rua Oscar Freire
La Calle Oscar Freire (en portugués: Rua Oscar Freire) es una calle ubicada en el barrio Cerqueira César, situado en la región alta de la ciudad brasileña de São Paulo conocida como Jardins. Comienza en la Alameda Casa Branca y finaliza en la Avenida Doutor Arnaldo, en el barrio de Pinheiros.
Actualmente, la calle no cuenta con servicio de transporte público pasando por sus cuadras, pero, en 2014 el gobierno estadual planea inaugurar una estación de metro de la línea 4 - Amarilla, ya en ritmo avanzado de ejecución.

## Nombre
El nombre de la calle es un homenaje a Oscar Freire de Carvalho, médico y profesor catedrático baiano, responsable por la introducción de la enseñanza de Medicina Legal en la entonces Facultad de Medicina y Cirugía de São Paulo (actual Facultad de Medicina de la Universidad de São Paulo), en abril de 1918. Oscar Freire fue también uno de los fundadores del  Instituto Médico Legal de São Paulo.

## Características
Es reconocida como el punto de comercio más elegante de la ciudad. A pesar de ser una calle larga (2600 metros), reúne en pocas cuadras, en las proximidades del cruce con la Calle Augusta, algunas de las marcas más famosas y caras del mundo en el ramo de productos de lujo, como Diesel, Shoulder, La Perla, Le Lis Blanc, Tommy Hilfiger, Forum, Osklen, Camper, H. Stern y Ellus, entre otras.
La calle Oscar Freire, de acuerdo con Mystery Shopping International, fue elegida una de las ocho calles más lujosas del mundo, y es el símbolo más pujante de Jardins, región de São Paulo que concentra gran parte del comércio de calle de lujo en el país. En calles vecinas, como la Rua Haddock Lobo y la Rua Bela Cintra, también se encuentran importantes boutiques de marcas brasileñas e internacionales, como Christian Dior, Louis Vuitton, Salvatore Ferragamo, Bulgari, Cartier, Giorgio Armani, Armani, Versace, Carlos Miele, NK Store, Marc Jacobs y BO.BÔ además de varios restaurantes y licorerias de lujo como Fasano, Antiquarius, Gero, Rodeio, Tatoo, Häagen-Dazs, Dulca, Cristallo y otros.

### Reformas
Una amplia reforma fue realizada durante el 2006 con un costo de 8,5 millones de reales, enterrando cables y acondicionado de mobiliario urbano. Cerca de la mitad del valor de las obras proviene de origen municipal. La inauguración fue el 10 de diciembre de 2006, habiendo sido marcada por la interrupción del tránsito vehicular por la calle, experiencia que se repitió dos veces más. 
Durante la inauguración, hubo protestas contra el alcalde, Gilberto Kassab, debido al aumento de tarifas de autobús. En la invitación sobre la inauguración distribuida a la prensa, se podía leer en un tramo: "Polvo, martillazos y ruido finalizaron. En lugar de operarios, hombres y mujeres bien vestidos y con apariencia favorecida en todos los aspectos vuelven a circular por las veredas de la calle Oscar Freire".